# اما لنارتسون
اما لنارتسون (انگلیسی: Emma Lennartsson؛ زادهٔ ۲۳ آوریل ۱۹۹۱) بازیکن فوتبال اهل سوئد است.
از باشگاه‌هایی که در آن بازی کرده‌است می‌توان به باشگاه فوتبال لینشوپینگ اشاره کرد.